# Kaduki
Kaduki (biał. Кадукі; ros. Кадуки) – wieś na Białorusi, w obwodzie witebskim, w rejonie postawskim, w sielsowiecie Kuropole.

## Historia
W czasach zaborów ówczesny zaścianek w powiecie dzisieńskim, w guberni wileńskiej Imperium Rosyjskiego.
W dwudziestoleciu międzywojennym wieś leżała w Polsce, w województwie wileńskim, w powiecie duniłowickim, od 1926 w powiecie dziśnieńskim, w gminie Postawy.
Według Powszechnego Spisu Ludności z 1921 roku zamieszkiwało tu 75 osób, wszystkie były wyznania prawosławnego i zadeklarowały białoruską przynależność narodową. Było tu 12 budynków mieszkalnych. W 1931 w 14 domach zamieszkiwały 82 osoby.
Wierni należeli do parafii rzymskokatolickiej w Postawach i prawosławnej w Andronach. Miejscowość podlegała pod Sąd Grodzki w Postawach i Okręgowy w Wilnie; właściwy urząd pocztowy mieścił się w Postawach.
W 1938 roku miejscowość należała do gromady Piertahy gminy Postawy.
Po agresji ZSRR na Polskę w 1939 roku wieś znalazła się w granicach BSRR. W latach 1941–1944 była pod okupacją niemiecką. Następnie leżała w BSRR. Od 1991 roku w Republice Białorusi. Do 2002 wieś wchodziła w skład sielsowietu Juńki.